# 萬田務
萬田 務（万田 務、まんだ つとむ、1938年5月14日 - ）は、日本の日本近代文学研究者。

## 略歴
立命館大学大学院修士課程修了。大阪城南女子短期大学助教授、橘女子大学助教授、京都橘女子大学助教授を経て教授。大阪府富田林市生まれ。

## 著書
- 『人間宮沢賢治』桜楓社 1973
- 『宮沢賢治 孤高の詩人（日本の作家）』新典社 1986
- 『宮沢賢治自然のシグナル』翰林書房 1994
- 『心の棲み家 昭和の作家群像』双文社出版 1998
- 『漱石と芥川を読む 愛・エゴイズム・文明』双文社出版 2001

### 共編
- 『宮沢賢治 作品論』伊藤真一郎共編 双文社出版 1984
- 『宮沢賢治童話への招待 作品と資料』大藤幹夫共編 おうふう 1995
- 『展望近代詩 その歴史と作品』吉田弥寿夫共編 双文社出版 1996

## 注
1. ↑  『現代日本人名録』2002年